# Proales doliaris
Proales doliaris is een raderdiertjessoort uit de familie Proalidae. De wetenschappelijke naam van deze soort is voor het eerst geldig gepubliceerd in 1895 door Rousselet.